# イヴァン・ミロサヴリェヴィッチ (2000年生のサッカー選手)
イヴァン・ミロサヴリェヴィッチ（Ivan Milosavljević (セルビア語: Иван Милосављевић、2000年3月19日 - ）は、セルビア・クラグイェヴァツ出身のプロサッカー選手。FK TSC所属。ポジションは、ミッドフィールダー（セントラルミッドフィールダー）。